# 大小金川之役

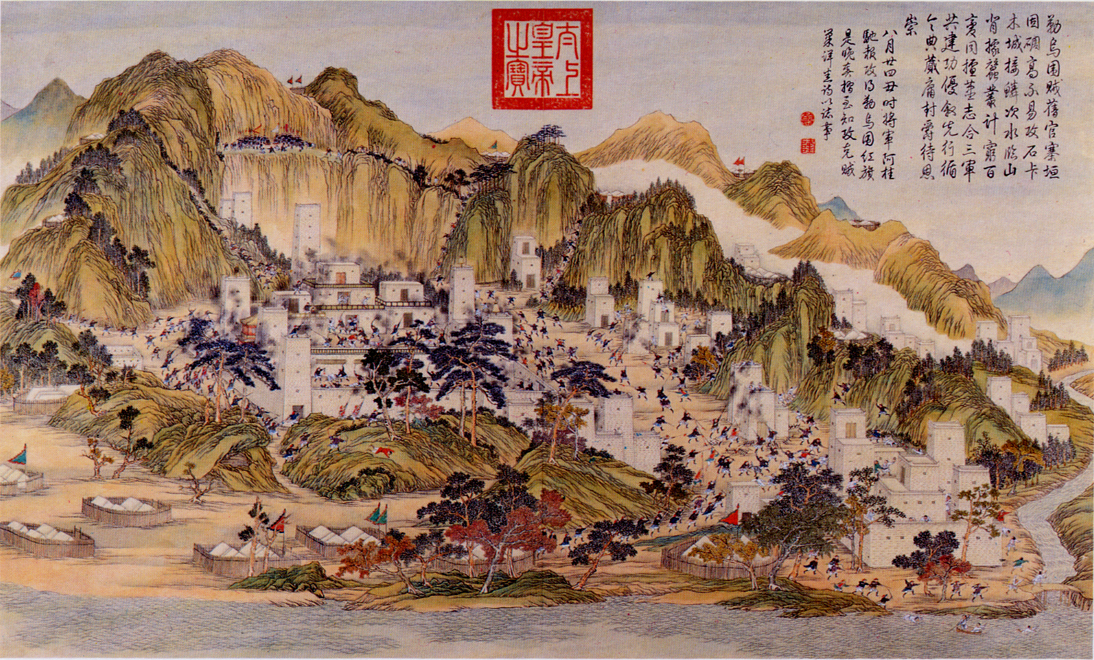
清兵攻克大金川官寨勒烏圍

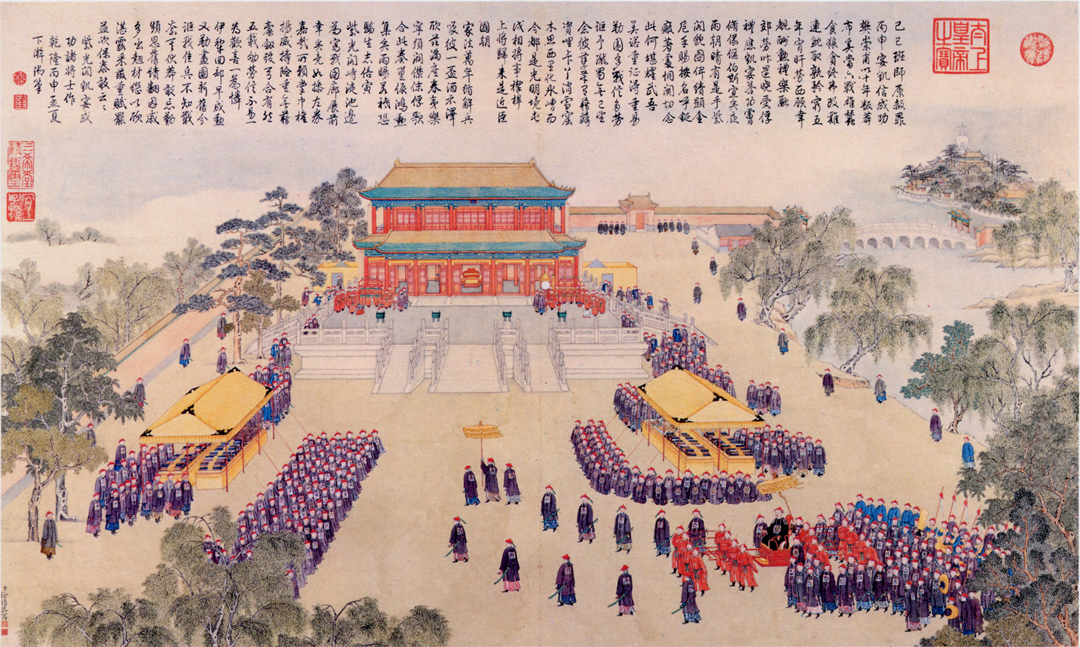
清大小金川之役的慶功宴，中南海紫光閣（1771年至1776年）

大小金川之役，又稱平定兩金川，是清乾隆年間清軍平定四川西北部大、小金川土司兩次動亂的合稱。
第一次金川之役為乾隆十二年（1747年）大金川安撫司莎羅奔私自進攻明正土司，清廷調兵征討。乾隆十四年（1749年）莎羅奔投降。第二次金川之役為乾隆三十六年（1771年），大金川土司索諾木襲殺革布什咱土司色楞敦多布，又幫助小金川土司之子僧格桑侵凌鄂克什、明正等土司。四川官員令其退還土地，大小金川拒不退兵。清廷再次發兵進剿。次年底，清兵攻克小金川官寨美諾（在今阿壩州小金縣美沃乡）。乾隆四十一年（1776年），清兵攻克大金川噶爾崖寨，索諾木出降。

## 背景

### 清初的金川土司
四川西北的嘉绒十八土司，為古代羌、氐等族與吐蕃融合之後裔，漢人稱其為“土番”。明清之際，其地有雜谷（在今阿壩州理縣）、梭磨、丹壩、卓克基、松崗（在今馬爾康縣）、儹拉、鄂克什（在今小金縣）、綽斯甲布（在今金川縣）、革布什咱、布拉克底、巴旺（在今甘孜州丹巴縣）、瓦寺（在今汶川縣）等土司，官府文書稱為“甲壟部”，即藏語“各部落”。
金川之名得自兩條河流，大者藏語名為“促浸”，小者名為“儹拉”，為大渡河上游的兩條主要支流。據傳臨河一帶有金礦，故稱促浸為大金川，儹拉為小金川。金川土司原僅指小金川土司。小金川的哈衣麻衣喇嘛在明代被封為“演化禪師”，世襲土司，隸屬於雜谷安撫司。順治年間，小金川土司吉兒卜細歸降清廷，授“金川演化土司”一職。小金川土司拉木布有一庶子拉旺巴揷，拉旺巴揷之子莎羅奔於康熙六十年（1721年）派土兵隨四川提督岳鍾琪出征，立有軍功。雍正元年（1723年），川陝總督年羹堯奏請授予莎羅奔土司職銜，清廷允准，授莎羅奔為大金川安撫司。此時大金川的勢力已超過小金川，雄踞一方。乾隆以後，官府文書通常將大金川土司稱為“金川”，將原來的金川土司稱為“小金川”。